# Glühkohlenbarbe
Die Glühkohlen- oder Pandabarbe (Haludaria fasciata (Lat.: fasciatus = gestreift), Syn.: Puntius fasciatus, Barbus fasciatus, Puntius melanampyx) ist ein Süßwasserfisch aus der Familie der Karpfenfische (Cyprinidae). Ihr Verbreitungsgebiet liegt im südlichen Indien. Sie ist die Typusart der Gattung Haludaria.

## Merkmale
Die Glühkohlenbarbe wird 7,5 bis 8 Zentimeter lang. Ihr Körper ist hochrückig und gattungstypisch für Puntius-Arten. Die Fische besitzen zwei Paar Barteln. Ihre Färbung ist variabel. Die Grundfarbe kann ockerfarben sein und je nach Licht grün oder gelb erscheinen, rosig oder tiefrot sein. Der Rücken ist dunkler, oft grüngolden, die Bauchseite ist weißlich. Die Körperseiten sind mit drei bis fünf breiten, unregelmäßigen, schwarzen oder dunkelbraunen Querbinden und einer Längsbinde versehen, die je nach Stimmung mehr oder weniger deutlich zu sehen sind. Da die Schuppen schwarze Ränder haben können, kann auf den Flanken eine Netzzeichnung erscheinen. Brust- und Bauchflossen sind rötlich, After- und Rückenflosse rot mit einem schwarzen Rand.
- Flossenformel: Dorsale: 3/8; Anale: 2/7.
- Schuppenformel: mLR 19–20.

## Lebensweise
Die Glühkohlenbarbe lebt vor allem in fließenden Gewässern. Laichende Weibchen legen etwa 200 Eier. Die Fischlarven schlüpfen nach etwa 30 Stunden und schwimmen nach vier bis fünf Tagen frei.